# 藤越
株式会社藤越（ふじこし）は、福島県浜通りを中心にスーパーマーケットチェーン「フジコシ」を展開していた企業である。
また、藤越本体で9店舗、関連会社のサザンクロス4店舗と藤越レストラン1店舗の合計15店舗のパチンコ店を経営し、1996年（平成8年）2月期にはグループの売上高約743億円のうち約240億円・約32.3％を占める第2の柱になっていた。
かつてはオール日本スーパーマーケット協会に加盟していた。
2007年（平成19年）11月1日に小売事業を分社化した新会社の全株式をヨークベニマルが取得して同社の完全子会社となった。
展開していた一部店舗はヨークベニマルとして営業している。

## 歴史・概要

### 創業からスーパーマーケットへ
1940年（昭和15年）に磐城郡好間村で文具化粧品の小売業を創業したのが始まりである。
1949年（昭和24年）4月7日に江島虎四郎が平市に（後のいわき市平字田町）資本金100万円で「株式会社 丸江」を設立し、同時に常磐炭鉱の指定店となって干物などの販売を手掛けた。
仙台の藤崎や東京の三越を目指す意味を込めて、1950年（昭和25年）1月に「株式会社 藤越」へ商号変更した。
1960年（昭和35年）4月1日に店舗を新築し、同月28日に「株式会社 藤越スーパー」を設立して衣料品部門を分離し、新店舗の1階と2階で衣料品スーパー部門の営業を担当させた。
1961年（昭和36年）5月に不動産会社の「藤越不動産株式会社」を設立。
1962年（昭和37年）10月に食品スーパーに業態転換した。
1962年（昭和37年）10月15日に（初代）植田支店を開店し、1963年（昭和38年）4月20日に（初代）小名浜支店を開店した。
1965年（昭和40年）9月に関連会社「藤越商事株式会社」を設立。
1967年（昭和42年）6月20日に小名浜第2店（後の小名浜店）を開店し、1968年（昭和43年）5月25日に亀戸店を開店して東京に進出した。
福島県浜通りを中心にスーパーマーケットを積極的に出店すると共に、マニュアル化などの近代化・合理化を進めて事業拡大を進めた。

### 関連会社の設立と事業の多角化
1972年（昭和47年）11月にゴルフ場運営の「藤越開発株式会社」を設立したのを皮切りに関連会社の設立を進めた。
1981年（昭和56年）4月に男子服小売の「有限会社ベルエイト」を設立し、同年に「スポーツプラザ・イーブン」を開設し、同年に同社のミスタードーナツ第1号店を開店した。
1982年（昭和57年）3月にパチンコ店運営の「有限会社サザンクロス」とパチンコ店・ゴルフ練習場運営の「有限会社タスマニア」を設立した。
1983年（昭和58年）3月にレストラン運営の「株式会社フジインターナショナル」を設立し、同年に同社の小僧寿し第1号店を開店し、同年に平駅（現・いわき駅）前に「藤越レストランビル」を開設した。
1984年（昭和59年）2月にレストラン運営の「藤越レストラン株式会社」を設立し、同年11月に自動車販売の「株式会社オートラマ藤越」を設立した。
1985年（昭和60年）4月にビルメンテナンスの「藤越メンテナンス株式会社」を設立し、同年には千葉県市原市に「キングフィールズ・ゴルフクラブ」を開設した。
1986年（昭和61年）に「株式会社 江島」を設立し、同年に東京・銀座にカニ料理店の「江島」を開店した。
1991年（平成3年）7月に周富徳を総料理長に迎えて東京・赤坂に中華料理店の「広東名菜・璃宮」を開店し、同年11月にイギリス・ロンドンにフランス料理店の「レ・サブール」を開店した。
1992年（平成4年）4月に食料品・衣料品販売の「有限会社ベル・モード」を設立した。
このようにオイルショックでの業績悪化を乗り越えた後は、バブル経済に乗って積極的な事業多角化を図った。
しかし、バブル崩壊の影響もあり、レストラン13店舗で売上高約25億円を上げていた「株式会社フジインターナショナル」は、銀座のカニ料理店の「江島」と赤坂の中華料理店の「広東名菜・璃宮」の東京地区2店舗を残して他の店舗を閉鎖し、多額の累積損失を抱え込むことになった。
ピーク時には1億4500万円まで高騰した「キングフィールズ・ゴルフクラブ」の会員権相場が1997年（平成9年）1月14日には2050万円まで下落し、第3次募集の7000万円はおろか第1次募集の2500万円すら割り込んだことから、預託金の返還を迫られる状況に陥った。

### 日常的な低価格への取り組みと大手流通との競合
特売ではなく、米国式の低コストな店舗スタイルであるスーパーセンターをいち早く導入し、日常的な低価格（エブリデー・ロー・プライス）の実現を図った。
ところが、1995年（平成7年）9月に「いわきサティ」が開店したのを皮切りに、同年10月には「ダイエー」を核店舗とした「鹿島ショッピングセンター」、1996年（平成8年）3月には「長崎屋」の「ラパークいわき」と、大手スーパー上位10社のうち3社がわずか半年の間に大型店を開店させ、いわき市の地元商店街の衰退が一段と加速する状況となった。
この大型店の急速な出店は大型店同士の過当競争を生み、「長崎屋」の駐車場の一角に出店していた生鮮食品の「ダイナマート」が開店からわずか半年ほどの1996年（平成8年）秋に閉店し、「ダイエー」も開店から1年弱の同年夏に改装して地域に合わせた品揃えへ転換するなど、新規出店した流通大手も苦戦するほどのものであった。
当社は、いわき市に当時16店舗を構える地区トップの販売力・仕入れ量から、地元でのプライスリーダーとして大手流通に対しても優位にあると自信を持っていた。
その為、「いわきサティ」に対抗するために1996年（平成8年）12月に「スーパーセンター大原店」を出店したほか、「ダイエー」の出店により競合が予想された「藤越ショッピングセンター」にA館とC館を新設して増床するなど、大手流通の進出に対して積極策で正面から対抗した。
しかし、ダイエーなど大手流通との資本力の差は圧倒的で、逆に地場資本のスーパーの中では低価格路線の当社だけが唯一競合に巻き込まれたかのような状態となった。
その結果、平店新館は29億3000万円から25億2800万円へ、藤越ショッピングセンターA館は57億7900万円から50億9500万円へ、高坂店は22億2100万円から19億1200万円へ、湯本店は14億2400万円から12億7400万円と、主な既存店は1995年（平成7年）2月期と1996年（平成8年）2月期を比較すると軒並み10％以上売上が落ち込むことになった。

### 業績悪化と経営再建への取り組み
こうした競争激化とバブル崩壊後の多角化事業の業績低迷が重なり、1996年（平成8年）2月期に当社は約12億円の損失を計上して赤字に転落することになった。
また、関連会社の藤越開発は約37億円、藤越不動産は約3億5500万円の損失を計上するなど、グループの業績悪化も同時に進んだ。
1995年（平成7年）12月の「スーパーセンター大河原店」（投資額約14億円）と1996年（平成8年）12月の「スーパーセンター大原店」（投資額約30億円）の2つの新店舗の開設に伴う新たな借入約40億円も加わったことから、当社の有利子負債は約300億円となり、有利子負債比率は約74％に達すると共に、自己資本比率はわずか3.8％と極めて低い水準となってしまった。
その為、1996年（平成8年）4月にメインバンクとなっていた東邦銀行が、東邦カード元社長を副社長として送り込んだほか、財務部長と経営企画室課長の計3名を派遣して、経営再建策の策定に乗り出す事態となった。
そして、ワンマン社長と云われ、チェーン展開や多角化を進めた江島一雄は、同年12月30日付で社長を退任して会長へ退き、長男の江島晧二が社長に就任することになった。
さらに、藤越本体で9店舗、関連会社のサザンクロス4店舗と藤越レストラン1店舗の合計15店舗のパチンコ店を経営し、1996年（平成8年）2月期にはグループの売上高約743億円のうち約240億円・約32.3％を占める第2の柱になっていたが、パチンコ店も大型店の出店が増えて競争激化が進んでおり、収益を支える力が落ち始めていた。
そこに、藤越開発のゴルフ場の預託金返還がその後に発生することが見込まれていたことから、経営再建は待ったなしの状況となっていた。
ところが、1997年（平成9年）2月期が売上高約512億6200万円・当期損失約15億円、1998年（平成10年）2月期が売上高約460億円・当期損失約20億円、1999年（平成11年）2月期が売上高約440億円・当期損失約10億円とその後も売上の減少と当期損失が続いてしまった。
その為、当社は債務超過に陥ることになった。
1999年（平成11年）3月1日付で江島晧二が社長を退任して会長へ退き、中合前社長の遠藤孝が同社を再建した手腕を買われて東邦銀行の後押しで社長に就任した。
2001年（平成13年）1月29日に東京地方裁判所に民事再生法の適用を申請して、事実上倒産した。
丸和運輸機関の支援を受けてスーパーの営業を続けたが、2007年（平成19年）11月1日に小売事業を分社化した新会社の全株式をヨークベニマルが取得して同社の完全子会社とされることになった。

## 沿革
- 1949年（昭和24年）4月7日[3] - 江島虎四郎が平市に[3]（後のいわき市平字田町[1]）資本金100万円で「株式会社 丸江」を設立[10]。
- 1955年（昭和30年）11月 - 食品主体のスーパーマーケットに転進。
- 1961年（昭和36年）5月 - 不動産会社の「藤越不動産株式会社」を設立[4]。
- 1965年（昭和40年）9月 - 関連会社「藤越商事株式会社」を設立[13]。
- 1972年（昭和47年）11月 - ゴルフ場運営の「藤越開発株式会社」を設立[4]。
- 1981年（昭和56年）4月 - 男子服小売の「有限会社ベルエイト」を設立[4]。
- 1983年（昭和58年）3月 - レストラン運営の「株式会社フジインターナショナル」を設立[4]。
- 1984年（昭和59年）
  - 2月 - レストラン運営の「藤越レストラン株式会社」を設立[4]。
  - 11月[4] - 自動車販売の「株式会社オートラマ藤越」を設立[16]。
- 1985年（昭和60年）4月 - ビルメンテナンスの「藤越メンテナンス株式会社」を設立[13]。
- 1986年（昭和61年） - 「株式会社 江島」を設立し、同年に東京・銀座にカニ料理店の「かに料理・江島」を開店[16]。
- 1992年（平成4年）4月 - 食料品・衣料品販売の「有限会社ベル・モード」を設立[13]。
- 1991年（平成3年）
  - 7月 - 周富徳を総料理長に迎えて東京・赤坂に中華料理店の「広東名菜・璃宮」を開店[16]。
  - 11月 - イギリス・ロンドンにフランス料理店の「レ・サブール」を開店[16]。
- 1993年（平成5年）3月 - 本社をいわき市平谷川瀬に新築。
- 2001年（平成13年）1月29日 - 東京地方裁判所に民事再生法の適用を申請し、事実上倒産[24]。
- 2004年（平成16年）8月6日 - マツモトキヨシと業務提携[広報 2]。
- 2007年（平成19年）
  - 10月 - 本社を好間工業団地に移転。
  - 11月1日 - 小売事業を分社化した新会社の全株式をヨークベニマルが取得して同社の完全子会社となる[9][広報 1]。これにより、オール日本スーパーマーケット協会から脱退する。[要出典]
- 2008年（平成20年）
  - 2月20日 - マツモトキヨシとの業務提携解消[広報 2]。
  - 9月 - スーパーセンター大原を最後に「フジコシ」名での営業終了。[要出典]
- 2009年（平成21年） - 本社を郡山市のヨークベニマル本社内に移転。
- 2010年（平成22年）2月 - ヨークベニマルに吸収合併。

## かつて存在した店舗
| 藤越時代のスーパーセンター原町 |  | 現在のヨークベニマル原町西店 |
| 藤越時代のスーパーセンター原町 |  | 現在のヨークベニマル原町西店 |

大型店はスーパーセンターとして展開していた。

### ヨークベニマルとして営業中の店舗
店名は現在のもの。住所のうち都道府県はすべて福島県。
- 好間店（いわき市好間町下好間字鬼越108[25]、1986年（昭和61年）9月3日開店[25]）

売場面積1,458m2
1998年（平成10年）7月に食品部門を増設して新装開店した。
旧ホームセンター藤越リビング、スーパーセンターリビング。
ヨークベニマルとしては2009年（平成21年）9月18日開店。
- 原町西店（南相馬市原町区南町4-7-1[26]、1983年（昭和58年）3月開店[26]）

延べ床面積約6,412m2、売場面積約4,037m2
スーパーセンターになる前は百貨店型の店舗だったが、改築の上「スーパーセンター原町」と改称し、スーパーセンター化。

### ヨークベニマルが跡地に出店した店舗
- 新谷川瀬店（いわき市平谷川瀬字双藤町、2014年（平成26年）4月25日開店[27]）

敷地面積約52,800m2、売場面積約2,600m2
当社のスーパーセンター1号店跡地に出店した。
建て替え後、ユニクロ・ABCマート・スタジオアリスからなる3棟も開店。この時点で施設名を「ヨークタウン谷川瀬」に改称した。
2022年3月1日に店名が谷川瀬店に戻された。

### 閉店した店舗
×は藤越時代の建物が解体された店舗。

#### 福島県

##### いわき市

###### 平
- 平店（本館・いわき市平字田町48[11]、新館・いわき市字田町9[14]、1960年（昭和35年）4月1日開店[11]）×

本館・延べ床面積約1,763m2、売場面積1,410m2、新館・延べ床面積約1,773m2、売場面積1,715m2
新館は1961年（昭和36年）6月に開店。
食品を扱う新館と、衣料品を扱う本館の2棟で構成されていた。
1990年（平成2年）に火災により一時閉店となったが、営業再開した。
東武百貨店を核店舗として構想が始まって1978年（昭和53年）にいわき市主導に切り替わった「いわき駅前地区市街地再開発事業」の対象地区の一角に出店していた。
末期は本館の老朽化もあり、新館に売り場を統合。
再開発のため周辺の建物と合わせて解体されて跡地はラトブになった。
ラトブにも入居予定だったが競合他社の地権者絡みの問題や藤越自体の経営悪化により断念。
- 藤越レストランビル

1階に24時間営業チキン＆ハンバーガー店の「サザンクロス」、2階がパブ＆居酒屋の「源九郎」、3階にしゃぶしゃぶ＆ステーキの「テキサス」が入居していた。
平店から道路を挟んで向かい側に立地。
その後ハンバーガーショップはミスタードーナツに替わり、2階・3階のテナントも入れ替えが行われた。
藤越が消滅後もテナントビルとして営業を継続しており、ミスタードーナツは2020年まで営業を続けていた。
- 五町目店（いわき市平五町目9[12]、1969年（昭和44年）7月15日開店[12]）

延べ床面積約495m2、売場面積約429m2
食料品・雑貨
- キングストアひらくぼ店（いわき市平下平窪字六角30[32]、1979年（昭和54年）12月開店[32]）×

店舗面積約498m2、駐車台数約100台
食料品・衣料品・雑貨
- （初代）谷川瀬店×（いわき市平谷川瀬字双藤町77[11][34]、1977年（昭和52年）3月5日開店[11][35]）

売場面積1,410m2
店舗面積約1,375m2の衣食住を揃えて小型スーパーとして開業した。
「藤越ショッピングセンター谷川瀬」として新装開店した際に食品売り場が残り、スーパーマーケット棟となったが、スーパーセンターとして新装開店した際に閉鎖された。
- （2代目）藤越ショッピングセンター谷川瀬×（いわき市平谷川瀬字泉町45[14][38]、1981年（昭和56年）10月24日開店[14][38]）
  - 敷地面積約43,404m2[38]、鉄骨造地上1階建て[38]、延べ床面積約4,439m2[38]、店舗面積約2,958m2[38]（直営店舗面積約1,290m2[38]）、駐車台数約1,500台[38]。
  - 駐車場・ミニ遊園地
  - 新設されたディスカウントストア部門の「藤越Dストア」とその他専門店で構成された棟
  - 藤越が運営していたスポーツクラブ「イーブン」（現在はルネサンスが入居）

以上の棟が新たに建てられ、「藤越ショッピングセンター谷川瀬」としてリニューアルオープン。
1991年（平成3年）3月27日に「フジコシ·スーパーセンター谷川瀬B館」として新装開店した。
- （3代目）スーパーセンター谷川瀬×（いわき市平谷川瀬字双藤町63[37]、1991年（平成3年）3月27日開店[37]）

敷地面積71,736m2、駐車台数約1,300台
A館（延べ床面積10,696m2、売場面積6,119m2（直営売場面積3,233m2））
B館（延べ床面積4,438m2、売場面積3,684m2）
第1期として店舗面積約1,375m2の衣食住を揃えて小型スーパーを開業した。
第2期として衣料品と住関連品の売り場を移転させた新棟と「スポーツプラザ・イーブン」を増設し、1981年（昭和56年）10月24日に「藤越ショッピングセンター」として新装開業した。
第3期として衣食住・雑貨の売り場から飲食店まで入居させた新棟・A館を新設すると共に、既存の旧ショッピングセンター館を衣料品専門棟へ改装したB館からなる「スーパーセンター谷川瀬」として、1991年（平成3年）3月27日に新装開店した。この時点では旧スーパーマーケット棟は閉鎖された。核店舗として出店した当社のスーパーセンターは、食品とノンフーズ商品をワンフロアで販売する売り場形態を導入していた。
敷地内には独立棟として、先述の「スポーツプラザ・イーブン」の他に、自動車販売店「オートラマ」やレンタルビデオ店蔦屋書店、ロッテリアやミスタードーナツなどのファーストフード店、パチンコ店「オアシス」2店舗などが出店していた。
その後、1990年代に「スーパーセンター谷川瀬」に改称し、その際「Dストア」棟は衣料品売り場を配置した「B館」へと改称、更に敷地内へ直営の食料品・家電と専門店で構成された「A館」を新築した。これによって食料品館はしばらく空き店舗となったが、後に「C館」と改称して直営のホームセンターが開業した。更に、ロッテリアやTSUTAYAなどが入るテナント棟やユニクロ、ミスタードーナツも新築された。
その後、C館は解体の上跡地にトイザらスが開業し、B館は空き店舗を経て、近隣で営業していたデンコードーがMAXデンコードーと改称して移転した。
以上のように専門店を多数導入した結果、A館のみが藤越直営となった。
ヨークベニマルへの吸収後もしばらくはこの状態で営業していたが、A館が老朽化のため2013年4月14日に一旦閉店し、A館とテナント棟を解体。
跡地には、建て替えて、2014年（平成26年）4月25日に「ヨークベニマル新谷川瀬店」を開店した。

###### 内郷
- 内郷店（いわき市内郷綴町榎下46[34][45]、1971年（昭和46年）7月2日開店[14][45]）×

敷地面積約4,751m2、鉄骨造地上2階一部3階建て、延べ床面積約5,470m2、店舗面積約4,175m2（当社店舗面積約694m2）、駐車台数約150台。
亀宗（約1,940m2）と共に核店舗として内郷ショッピングセンターに出店していた。
2000年にショッピングセンターの閉鎖に伴い撤退。跡地は住宅地として分譲。
- 高坂店（いわき市内郷高坂町八反田42[11]、1976年（昭和51年）12月18日開店[11]）

売場面積1,450m2
1998年（平成10年）6月に改装して新装開店した。
現在はツルハドラッグいわき内郷店を核店舗に複数のテナントが入居。

###### 常磐湯本
- （初代）湯本店（いわき市常磐湯本町三函278[46]、1966年（昭和41年）10月開店[47]）

延べ床面積約579m2、売場面積約444m2
食料品・雑貨
- （2代目）湯本店（いわき市常磐湯本町天王崎1-85[34][14]、1973年（昭和48年）10月18日開店[14]）×

売場面積1,942m2

###### 小名浜
- （初代）小名浜店（いわき市小名浜字蛭川南60[48]、1963年（昭和38年）4月20日開店[12]）

延べ床面積約978m2、売場面積約818m2
食料品・雑貨
- （2代目）小名浜店（いわき市小名浜字蛭川南5-5[34]、1967年（昭和42年）6月20日開店[14][49] - 1995年（平成7年）11月閉店[18]）

敷地面積約5,864m2、鉄骨鉄筋コンクリート造地上3階建て、延べ床面積約13,247m2、店舗面積約8,746m2（当社店舗面積約1,650m2）、駐車台数約260台。
亀宗（約1,881m2）と共に核店舗として小名浜ショッピングセンターに出店していた。
（初代）小名浜店の隣接地に新築された小名浜ショッピングセンターに入居していた。
当初は当社が食品で、亀宗が衣料という紳士協定が結んでいたが、わずか半年後に当社が660m2の大衆衣料売場を新設して、亀宗などの衣料品系の出店者との間で揉めることになった。
小名浜ショッピングセンターと小名浜名店街を共同店舗化する構想が1990年代半ばに浮上した。
- さんわ店（いわき市小名浜字丹波21[34]、1968年（昭和43年）6月15日開店[12]）

延べ床面積約585m2、売場面積約515m2
食料品・雑貨
- スーパーセンター大原（いわき市小名浜大原字東田96[53]、1994年（平成6年）11月3日開店[53]）

敷地面積約68,248m2、鉄骨造り平屋建て・延べ床面積約15,871m2、売場面積10,200m2（直営売場面積7,200m2）、駐車台数約1,200台
アメリカのウォルマートを参考に開発したスーパーセンターで、開業時点では21店舗のテナントが入居していた。
1998年（平成10年）6月に改装して新装開店した。
ヨークベニマルへの吸収後に建物はそのままに内装と外壁の塗装が改装され、「ヨークタウンアクロスプラザ大原」として営業。ヨークベニマルを核テナントとして、ダイユーエイト・ツルハドラッグ・ダイソーなどのテナントと共に営業していたが、老朽化のため2023年5月14日に一旦閉店。解体後、建て替え工事を行い、2024年に再開業する予定。

###### その他
- 中岡店×[要出典]（いわき市中岡町4-5-1[25]、1990年（平成2年）12月8日開店[25]）

売場面積1,458m2）
跡地はミニストップいわき中岡店とツルハドラッグいわき中岡店となっている
- （初代）植田店（いわき市植田町台町31[12]、1962年（昭和37年）10月15日開店[12]）

延べ床面積約571m2、売場面積約505m2
食料品・雑貨
- （2代目）植田店（いわき市植田町中央1-2-2[14]、1970年（昭和45年）12月15日開店[14]）

売場面積2,034m2
- 植田駅前店×（ - 2008年（平成20年）8月31日閉店）

閉店したイトーヨーカドーいわき植田店植田ショッピングセンターの後を継ぐ形で核テナントとして出店したが、間もなく藤越自体の経営が悪化した為、徐々にフロア面積を縮小、最終的に完全撤退する形となった。
翌2009年に解体され、跡地はミニストップいわき植田駅前店、カラオケ本舗まねきねこいわき植田店、はなの舞植田店となっている。
- 湯長谷店（1982年（昭和57年）4月23日開店[54] - 1995年（平成7年）6月閉店[18]）

売場面積約525m2
大規模小売店舗法の規制により、売場面積を大幅にカットされたことで業績が伸び悩み、短期間で閉店に追い込まれた。

##### 浜通り（いわき市以外）
- 原町店（原町市旭町1-29[34][55]、1970年（昭和45年）3月14日開店[55]）

売場面積約1,165m2
- 相馬新町店（相馬市中村字新町107[32]、1970年（昭和45年）2月開店[32][57]）

売場面積約877m2
相馬市の中心街である新町に出店していた。
- 相馬川沼店[57] → 相馬店[31]（相馬市中村字塚田20[32]、1977年（昭和52年）8月開店[32]）

本館・売場面積約1,440m2、新館・売場面積約1,700m2
食品館・衣料館の2フロア構成だった。建物は2008年12月に解体され、跡地にはスーパーシシド相馬リボン店が開店。
- （初代）浪江店（双葉郡浪江町大字権現堂字新町40[56]、1970年（昭和45年）7月2日開店[56]）

売場面積約735m2
- （2代目）浪江店（双葉郡浪江町大字権現堂字下川原82[58]、1977年（昭和52年）6月開店[32][58] - 2008年（平成20年）8月17日閉店[要出典]）

延べ床面積約2,383m2、売場面積約1,496m2
藤越時代の建物は解体され、新築の上ヨークベニマル浪江西店として2009年秋頃開店予定としていたが、2010年時点でも着工に至らず、間もなく東日本大震災によって福島第一原子力発電所事故が発生。警戒区域に設定されたため一時立ち入り禁止となった。
その後、2013年4月1日に警戒区域の再編に伴って立ち入り可能となったが、それから10年経過した2023年現在もなお更地のままとなっている。
- 浪江駅前店（双葉郡浪江町大字権現堂字下続町25-1[32]、1970年（昭和45年）7月開店[32][59] - 1999年（平成11年）1月閉店[22]）×

延べ床面積約1,104m2、売場面積約923m2
衣料館。建物は解体され、駐車場に。
- スーパーセンター富岡（双葉郡富岡町大字本岡本町20[60]、1992年（平成4年）11月[60]）×

本館・売場面積約1,800m2、駐車台数約500台
- 鹿島店（南相馬市鹿島区西町2丁目3-1）

跡地にツルハドラッグ鹿島店が出店。

#### 福島県以外
- 亀戸店（東京都江東区亀戸2丁目6-2[15]、1968年（昭和43年）5月25日開店[15][61] - 2006年（平成18年）3月26日閉店）

延べ床面積約738m2、売場面積約668m2
日本住宅公団亀戸二丁目団地2号棟1階に出店。跡地は新鮮市場亀戸店。
- スーパーセンター大河原（宮城県柴田郡大河原町字北嶋脇1-7[62]、1994年（平成6年）10月7日開店[62]）

フォルテの敷地面積約45,343m2、鉄骨造り2階建て・延べ床面積約29,012m2、売場面積21,911m2（直営売場面積6,720m2）、駐車台数約1,700台
フォルテの核テナントとして、建物を区分所有する形で出店していた。
閉店後、後継テナントに複数の候補が上がったが、最終的にヨークベニマル大河原店が開店。この時点で藤越とヨークベニマルは提携していなかった。
- ショッピングセンター石岡店（茨城県石岡市府中2-626-3[63]）

売場面積約2,300m2
現在はタイヨー石岡店。

## かつて存在した事業所
- 東京本社・藤越ビル（東京都中央区日本橋室町3-2-7[31]）
- 集配送センター・仕入本部（いわき市平谷川瀬字三十九町65[64]）

延べ床面積約30,000m2
- フジコシスポーツプラザ・イーブン（いわき市平谷川瀬字泉町45[66]）

1981年（昭和56年）開設
「藤越ショッピングセンター・谷川瀬」の一角に出店していた。
25m・6コースの温水プールや1周80mの人工芝のジョギングコース、アスレチックジム、屋上テニスコート・ラケットボールコートなどがあった。
- イーブンスイミングスクール平[68]
- イーブンスイミングスクール小名浜[68]
- イーブンフィットネススタジオE&E[68]

- 「キングフィールズ・ゴルフクラブ」（千葉県市原市新巻字井ノモリ377-1[65]）

名設計者と云われた小林光昭が設計し、開場時からヘリポートを併設してヘリコプターで来場できるようになっており、法人接待用に造られた名門ゴルフコースとされていた。
アーバネットシニアカップの会場にもなった。
- 平中央給油所[68]

藤越商事経営のガソリンスタンド。
- 神谷給油所[68]

藤越商事経営のガソリンスタンド。スーパー出店予定地の一部だった。
- 広東名菜・璃宮（東京・赤坂[16]、1991年（平成3年）7月開店[16]）

周富徳を総料理長に迎えて開店した中華料理店。
- レ・サブール（イギリス・ロンドン[16]、1991年（平成3年）11月開店[16]）

フランス料理店。
- かに料理・江島　→　日本料理・江島（東京・銀座[72]、1986年（昭和61年）開店[72]）

- 日本料理・江島（福島市[72]）

## かつて存在した関連会社
- 藤越商事株式会社（1965年（昭和40年）9月設立[13]、資本金1000万円[13]）

石油スタンド経営及び損害保険代理店。
売上高約4億1000万円・利益2200万円（1995年（平成7年）2月期）
- 藤越不動産株式会社（1961年（昭和36年）5月設立[4]、資本金1500万円[4]）

不動産。
売上高約7億9700万円・損失3億5500万円（1996年（平成8年）2月期）
- 藤越メンテナンス株式会社（1985年（昭和60年）4月設立[13]、資本金1000万円[13]）

不動産管理。
売上高約3億円（1996年（平成8年）2月期）
- 株式会社フォード藤越（1984年（昭和59年）11月設立[4]、資本金1000万円[4]）

自動車販売・修理。
オートラマ平中央を運営していた。
売上高約6億6500万円・損失300万円（1995年（平成7年）2月期）
- 有限会社フジコシドラッグストア
- 有限会社サザンクロス

パチンコ店経営。
- 株式会社フジインターナショナル（1983年（昭和58年）3月設立[4]、資本金1000万円[4]）

レストラン運営。
売上高約17億円（1996年（平成8年）2月期）
- 藤越開発株式会社（1972年（昭和47年）11月設立[4]、資本金3000万円[4]）

ゴルフ場経営。
売上高約7億8000万円・損失約37億円（1996年（平成8年）2月期）
- 藤越レストラン株式会社（1984年（昭和59年）2月設立[4]、資本金1000万円[4]）

レストラン運営。
小僧寿し（内郷店・岡小名店・高坂店・谷川瀬店・錦店・船戸店・湯本店・好間店）、ミスタードーナツ（平駅前店・谷川瀬店・水戸駅前店）、百珍亭（市ヶ谷店・日本ビル店・日本橋店・室町店）、源九郎平駅前店、サザンクロス平駅前店、テキサス平駅前店などを運営していた。
売上高約34億9700万円（1996年（平成8年）2月期）
- 有限会社タスマニア（1982年（昭和57年）3月設立[13]、資本金300万円[13]）

パチンコ店・ゴルフ練習場運営。
- 有限会社サザンクロス（1982年（昭和57年）3月設立[4]、資本金300万円[4]）

パチンコ店運営。
売上高約7億7380万円・利益約1億8600万円（1996年（平成8年）2月期）
- 有限会社ベル・モード（1992年（平成4年）4月設立[13]、資本金300万円[13]）

食料品・衣料品販売。
- 有限会社スポーツクラブ（1990年（平成2年）8月設立[13]、資本金300万円[13]）

スポーツ用品小売。
売上高約3億8000万円（1996年（平成8年）2月期）
- 有限会社ベルエイト（1981年（昭和56年）4月設立[4]、資本金300万円[4]）

男子服小売。
売上高約10億6100万円（1996年（平成8年）2月期）